# Rupertia physodes
Rupertia physodes är en ärtväxtart som först beskrevs av William Jackson Hooker, och fick sitt nu gällande namn av James Walter Grimes. Rupertia physodes ingår i släktet Rupertia och familjen ärtväxter. Inga underarter finns listade i Catalogue of Life.